# 警察行動部隊
警察行動部隊（丹麥文：Politiets Aktionsstyrke，縮寫：AKS；英文：The Police's Action Force)，是丹麦警察的一支特種警察部隊，其責任為处理非常困难的或危及生命的犯罪情况，例如反恐怖活動及拯救人质。它还涉及应急救援的情况下，處理危險的重型犯罪。AKS特警部隊，有丹麦的所有反恐和反恐怖主义任务的责任。。他们的训练包括：战术射击，近身肉搏战，监视和炸药。想加入该单位的警察谁需要参加并通过甄选测试。